# Barbilla
La barbilla o mentón (también llamado pera en Argentina, Chile y Uruguay) es la parte de la cara situada debajo de la zona labial y por encima de la zona suprahioidea, donde comienza el cuello, llamada así por ser donde empieza la barba.
Esta parte está comprendida por la sínfisis mentoniana de la mandíbula o maxilar inferior; posee pelos largos y gruesos en el varón, piel movible, una capa subcutánea con tejido adiposo, que puede formar papada. Los músculos que comprenden el mentón son el músculo triangular de los labios, el músculo cuadrado de la barba y el borla del mentón.